# 阿马拉斯修道院
阿马拉斯修道院是位於亞塞拜然霍賈文德區索斯（原阿爾察赫）的一座亞美尼亞修道院，是中世紀亞美尼亞的宗教與學術重鎮。
亞塞拜然否認此修道院為亞美尼亞修道院，稱其為高加索阿爾巴尼亞的修道院。2023年納戈爾諾-卡拉巴赫衝突爆發後，有報導指此修道院已為亞塞拜然所控制。

## 歷史

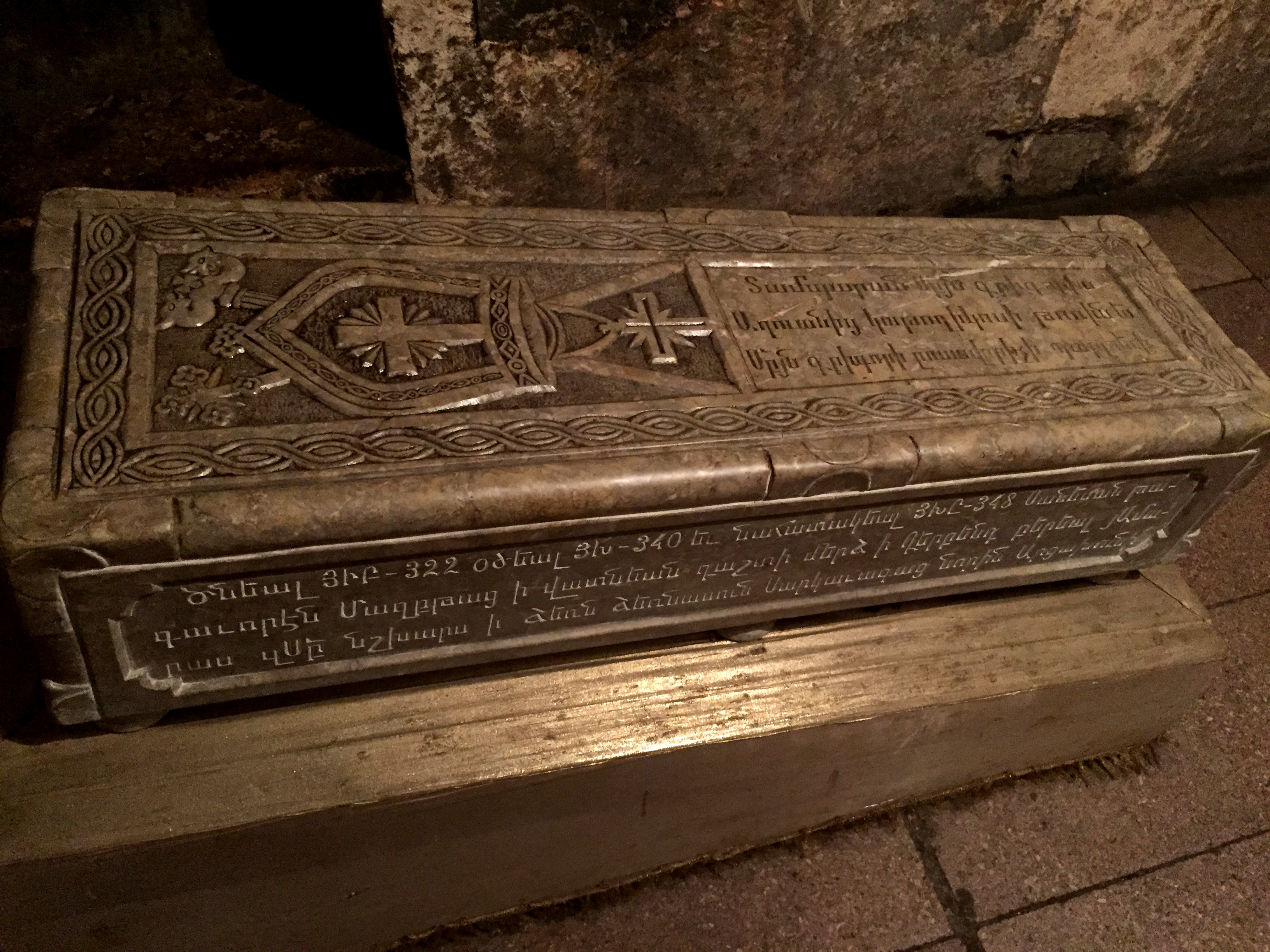
聖格里戈里的石棺

據亞美尼亞歷史學家拜占庭的浮士德與莫夫谢斯·卡甘卡特瓦齐記載，亞美尼亞使徒教會的創造者啟蒙者格列高利於4世紀初在此建立了阿马拉斯修道院，其孫聖格里戈里逝世後便葬在此處。5世紀初，梅斯羅普·馬什托茨（亞美尼亞字母的創制者）在此建立首座使用亞美尼亞字母的學院。